# پایانچه

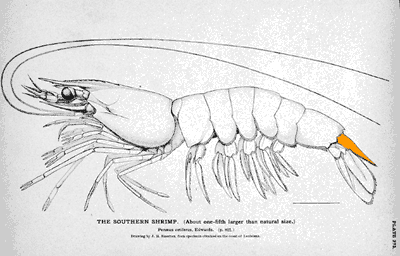
نموداری از بدن میگوی خاکستری. پایانچه به رنگ نارنجی نشان داده شده‌است.

آخرین بخش از بدن بندپایان را پایانچه (telson) می‌گویند. پایانچه را جزو قطعات واقعی بدن بندپا به‌شمار نمی‌آورند زیرا در زمان ته‌تنده teloblast در رویان رشد نمی‌کند. پایانچه اندام‌های آویزه‌ای ندارد اما اغلب یک «دُم چنگالی» caudal furca با آن همراه است.
پایانچه به همراه دُم‌پاها Uropod دُم‌چتر tail fan میگو، شاه‌میگو و دیگر ده‌پایان را تشکیل می‌دهد. دم‌چتر برای دُم‌زنیtail-flipping به‌کار می‌آید که واکنشی است که میگوها و جانوران مرتبط به هنگام احساس خطر برای فرار سریع از محل انجام می‌دهند.
فرهنگستان زبان فارسی برای پایانچه، واژهٔ «فَرینه» را پیشنهاد کرده‌است.